# Пеуча
Пеуча (рум. Păucea) — село у повіті Сібіу в Румунії. Входить до складу комуни Блежел.
Село розташоване на відстані 240 км на північний захід від Бухареста, 50 км на північ від Сібіу, 85 км на південний схід від Клуж-Напоки, 115 км на північний захід від Брашова.

## Населення
За даними перепису населення 2002 року у селі проживали 484 особи.
Національний склад населення села:
| Національність | Кількість осіб | Відсоток |
| -------------- | -------------- | -------- |
| румуни         | 393            | 81,2%    |
| угорці         | 83             | 17,1%    |
| німці          | 8              | 1,7%     |

Рідною мовою назвали:
| Мова      | Кількість осіб | Відсоток |
| --------- | -------------- | -------- |
| румунська | 398            | 82,2%    |
| угорська  | 78             | 16,1%    |
| німецька  | 8              | 1,7%     |